# Bruno Vicino
Bruno Vicino (Villorba, Vèneto, 7 de desembre de 1952) va ser un ciclista italià. Fou professional entre 1973 i 1986. Va destacar sobretot en el ciclisme en pista, concretament en el mig fons on guanyà sis medalles als Campionats del Món de Ciclisme en pista, tres d'elles d'or. En carretera no va aconseguir cap victòria d'importància.
Un cop retirat, ha dirigit diferents equips, especialment el Saeco i el Lampre.

## Palmarès en ruta
- 1973
  -  Campió d'Itàlia en ruta amateur
  - Vencedor d'una etapa a la Volta a Polònia

### Resultats al Giro d'Itàlia
- 1974. Expulsat (11a etapa)
- 1975. 61è de la classificació general
- 1976. Abandona (18a etapa)
- 1977. 64è de la classificació general
- 1978. 89è de la classificació general
- 1979. 105è de la classificació general
- 1980. 142è de la classificació general

### Resultats al Tour de França
- 1975. Abandona (7a etapa)

## Palmarès en pista
- 1978
  -  Campió d'Itàlia en Mig Fons
- 1980
  -  Campió d'Itàlia en Mig Fons
- 1981
  -  Campió d'Itàlia en Mig Fons
- 1983
  -  Campió del món de Mig Fons
  -  Campió d'Itàlia en Mig Fons
- 1984
  -  Campió d'Itàlia en Mig Fons
- 1985
  -  Campió del món de Mig Fons
  -  Campió d'Itàlia en Mig Fons
- 1986
  -  Campió del món de Mig Fons